# Ammoniumperklorat

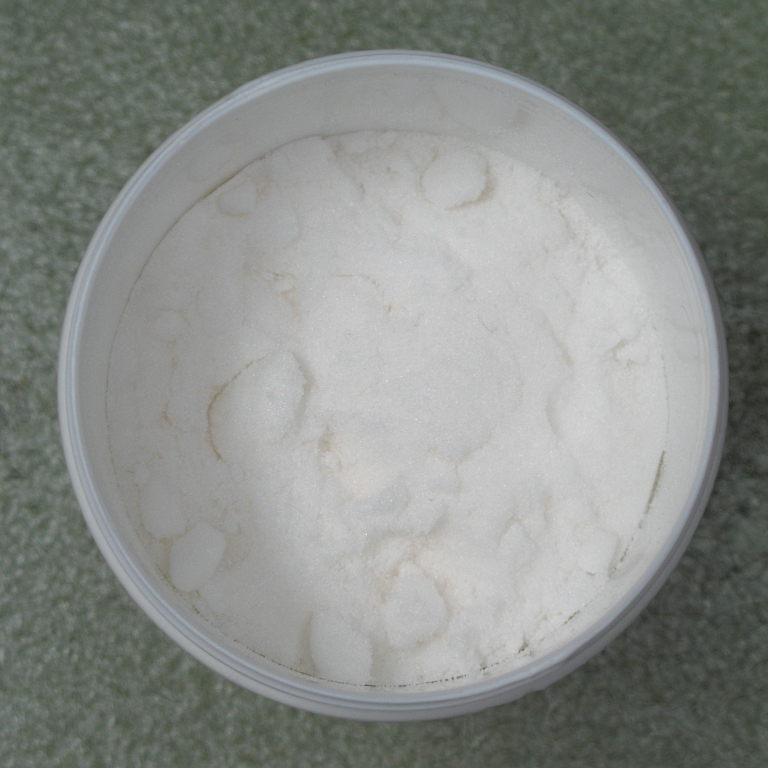

Ammoniumperklorat  är ett salt av ammoniak och perklorsyra med molekylformeln NH4ClO4.

## Egenskaper
Ammoniumperklorat är ett mycket starkt oxidationsmedel som är lättlösligt i vatten. Det bildar explosiva blandningar med kol, svavel, fosfor och organiska material. Det reagerar kraftigt, men inte explosivt, med metaller.
Ammoniumperklorat kan i kontakt med många klorater mycket lätt bilda ammoniumklorat, som är mycket instabilt och kan sönderfalla explosivt.

## Framställning
Ammoniumperklorat framställs genom att behandla ammoniumklorid (NH4Cl) med perklorsyra (HClO4).
{\displaystyle {\rm {NH_{4}Cl+HClO_{4}\rightarrow NH_{4}ClO_{4}+HCl}}}

## Användning
Tillsammans med aluminiumpulver, katalysator (Järn(III)oxid) och bindmedel som HTPB eller PBAN används föreningen som oxidationsmedel i fastbränsleraketer som till exempel nödraketer, robotvapen och hjälp-raketer till rymdfärjor under namnet APCP-bränsle (en:Ammonium Perchlorate Composite Propellant).
Ammoniumperklorat används även som oxidationsmedel i vissa färgsatser i fyrverkerier. Det är framför allt mycket lämpligt för blå stjärnor, men på grund av ämnets benägenhet till oönskade reaktioner med många andra ämnen så begränsas kombinationsmöjligheterna i sådana pjäser.
Klorater, de flesta kopparsalter samt de flesta metaller som till exempel zink, koppar, järn och magnesium går inte att förena med ammoniumperklorat eftersom detta kan leda till självantändning eller, tillsammans med klorater, t.o.m. spontan explosion.
Undantag bland kopparsalter är kopparkarbonat och kopparhydroxidkarbonat, vilka används som kopparkälla för den blåa färgen, men sådana satser måste skyddas från fukt.
Undantag bland metaller är titan och aluminium, men finpulvriserad aluminium bör undvikas tillsammans med kopparföreningar.
Ammoniumperklorat lämnar inget slagg som de flesta andra oxidationsmedel, men är ändå olämpligt för inomhusfyrverkerier eftersom röken innehåller klorgas samt små mängder saltsyra och ammoniak.